# Gaston Leroux
Gaston Louis Alfred Leroux (París, 6 de mayo de 1868-Niza, 15 de abril de 1927) fue un periodista y escritor francés, famoso por sus novelas de terror y policiacas tales como El fantasma de la ópera (Le Fantôme de l'opéra, 1910), El misterio del cuarto amarillo (Mystère de la chambre jaune, 1907) y su continuación El perfume de la dama de negro (Le parfum de la Dame en noir, 1908).

## Biografía
Trabajó en los periódicos L'Écho de Paris y Le Matin. Viajó como periodista por Suecia, Finlandia, Reino Unido, Egipto, Corea y Marruecos. En Rusia cubrió las primeras etapas de la revolución bolchevique. Aparte de su trabajo como periodista, tuvo tiempo para escribir más de cuarenta novelas que fueron publicadas por entregas en periódicos de París.
Gaston Leroux fue a la escuela en Normandía, estudió derecho en París y se graduó en 1889. En 1890 comenzó a trabajar en el diario L'Écho de París, como crítico de teatro y reportero. Alcanzó la fama por un reportaje que hizo, en el cual se hizo pasar por un antropólogo que estudiaba las cárceles de París para poder entrar a la celda de un convicto que, según Gastón, había sido condenado injustamente. Luego, pasó a trabajar para Le Matin, como reportero.
Tuvo dos hijos, Alfred Gaston y su hija fue la cantante Madeleine Aile. Leroux murió a los 59 años, a causa de una uremia. Sus restos descansan en Niza, Francia.
Dejó el periodismo en el año de 1907, después de haber vuelto de cubrir una erupción volcánica y ser asignado a una nueva tarea sin tener vacaciones, empezando a escribir ficción. En 1913, él y Arthur Bernède fundaron su propia compañía cinematográfica,  Société des Cinéromans, publicando novelas y convirtiéndolas en películas. Primero escribió una novela titulada Le mystère de la chambre jaune, como protagonista el detective aficionado Joseph Rouletabille. La aportación de Leroux a la literatura de ficción de detectives es considerada paralela a la aportación de Sir Arthur Conan Doyle en el Reino Unido y Edgar Allan Poe en los Estados Unidos
Leroux publicó su obra más popular, El Fantasma de la Ópera, como una serie en 1909 y 1910, y como libro en 1910. En seguida se publicó Balaoo en 1911, la cual fue adaptada a película en distintas ocasiones ( en 1913, 1927 y 1942)
Leroux fue nombrado Caballero de la Legión de Honor en 1909. Muere a la edad de 58 años en Niza, Francia en 1927.

## Obras

### Las aventuras de Joseph Rouletabille
- El misterio del cuarto amarillo (Le mystère de la chambre jaune, 1907)[2][1]
- El perfume de la dama de negro (Le parfum de la dame en noir, 1909)[1]
- Rouletabille en el palacio del Zar (Rouletabille chez le tsar, 1912)
- El castillo negro (Le château noir, 1914)
- Las extrañas bodas de Rouletabille (Les Étranges Noces de Rouletabille, 1914)
- Rouletabille en las fábricas Krupp (Rouletabille chez Krupp, 1917)
- El crimen de Rouletabille (Le crime de Rouletabille, 1921)
- Rouletabille y los gitanos (Rouletabille chez les Bohémiens, 1922)

### Las aventuras de Chéri-Bibi
- Primeras aventuras de Chéri-Bibi (Première aventures de Chéri-bibi, 1913)
- Chéri-Bibi (Chéri-bibi, 1913)
- Chéri-Bibi y Cecily (Chéri-bibi et Cécily, 1913)
- Nuevas aventuras de Chéri-Bibi (La nouvelle aurore: Palas et Chéri-bibi & Fatalitas!, 1919)
- El golpe de Estado de Chéri-Bibi (Le coup d'état de Chéri-bibi, 1925)

### Otras novelas
- El pequeño vendedor de patatas fritas (Le petit marchand de pomme de terre frites, 1897)
- Un hombre en la noche (Un homme dans la nuit, 1897)
- Los tres deseos (Les trois souhaits, 1902)
- Una pequeña cabeza (Une petite tête, 1902)
- La búsqueda de tesoros de la mañana (1903)[2]
- La doble vida de Théophraste Longuet (Le double vie de Théophraste Longuet, 1904)[1]
- El rey misterio (Le roi mystère, 1908)
- El hombre que vio al diablo (L'homme qui a vu le diable, 1908)
- El lirio (Le lys, 1909)
- El sillón maldito (Le fauteuil hanté, 1909)
- El fantasma de la ópera (Le fantôme de l'Opéra, 1910)[1][7]
- La reina de Sabbat (La reine de Sabbat, 1910)
- La cena de los bustos (Le dîner des bustes, 1911)
- La esposa del sol (L' épouse du soleil, 1912)
- Balaoo (1913)[2]
- La columna del infierno (La colonne infernale, 1916)
- El hacha de oro (La hache d'or, 1916)[1]
- Confitou (Confitou, 1916)
- El hombre que vuelve de lejos (L' homme qui revient de loin, 1916)
- El capitán Hyx (Le capitaine Hyx, 1917)
- La batalla invisible (La bataille invisible, 1917)
- El corazón robado (Le coeur cambriolé, 1920)
- El siete de tréboles (Le sept de trèfle, 1921)
- La muñeca sangrienta (La poupée sanglante, 1923)[1]
- La máquina de asesinar (La machine à assassiner, 1923)[1]
- La Navidad del pequeño Vicent-Vicent (Le Noël du petit Vincent-Vincent, 1924)
- Not'Olympe (Not'Olympe, 1924)
- Las tenebrosas: El fin de un mundo & Sangre sobre el Neva (Les ténébreuses : La fin d'un monde & du sang sur la Néva, 1924)
- La coqueta castigada o la salvaje aventura (La coquette punie ou la farouche aventure, 1924)
- La mujer del collar de terciopelo (La femme au collier de velours, 1924)
- Mardi-Gras o el hijo de tres padres (Mardis-Gras ou le fils des trois pères, 1925)
- La buhardilla de oro (La mansarde en or, 1925)
- Los mohicanos de Babel (Les Mohicans de Babel, 1926)
- Los cazadores de danzas (Les chasseurs de danses, 1927)
- El señor Flow (Mister Flow, 1927)
- Pouloulou (Pouloulou, 1990)[8]

Nota: El retorno del fantasma (supuesta secuela de El fantasma de la ópera) le fue atribuido a Leroux, e incluso se dijo que él mismo lo escribió antes de morir; sin embargo, esto es totalmente falso.